# Koenigia × fennica
Koenigia × fennica, conocida como nudo finlandés, es un cruce híbrido entre dos especies de Koenigia, K. alpina y K. weyrichii, miembros de la familia Polygonaceae. Generalmente solo se conoce como planta ornamental cultivada, pero se ha registrado que algunas veces sobrevivieron plantas en áreas abandonadas en el norte de Europa, especialmente en Finlandia. Es un cultivar apodado 'Johanniswolke' y se considera una atractiva planta ornamental perenne.

## Descripción
Al igual que las otras especies del antiguo género Aconogonon (todas ahora clasificadas en Koenigia), el híbrido es perenne y crece a partir de rizomas cortos. Crece hasta aproximadamente 1,5 metros (4,9 pies), con hojas hasta al menos 10 centímetros (3,9 plg) de largo y alrededor de 4,5 centímetros (1,8 plg) de ancho. El híbrido tiene una apariencia intermedia entre sus padres. Se diferencia de la Koenigia weyrichii por tener Ócreas (vainas que rodean los tallos) menos persistentes, hojas menos puntiagudas y con menos pelos en el envés, pedicelos articulados en la parte superior y tépalos de mayor tamaño. Tiene hojas más anchas que Koenigia alpina, con un ancho de al menos el 40% del largo. Generalmente no produce semillas fértiles.
Es posible que el híbrido haya haya sido producido varias veces en Europa. En estudios del taxón se observaron en 2000 que las plantas danesas tenían hojas más peludas que las otras plantas escandinavas, y que las plantas danesas producían polen fértil y diferían en otros pequeños aspectos de la morfología floral. Hasta la década de 2000 se conocían tres plantas en Gran Bretaña, dos de ellas cultivadas en jardines botánicos, que se diferenciaban entre sí y de las colecciones escandinavas, siendo la planta de Yorkshire la que producía semillas fértiles.

## Taxonomía
Las plantas escandinavas de Koenigia × fennica habían sido identificadas originalmente como K. mollis en las floras nórdicas, pero en 1999 las describieron como un nuevo híbrido, Aconogonon × fennicum, ambos supuestos padres (ahora Koenigia alpina y K. weyrichii) siendo luego colocados en el género Aconogonon. Clive A. Stace, quien en la edición de 1997 de New Flora of the British Isles había clasificado las tres plantas británicas conocidas como una variante de Persicaria alpina, rápidamente trasladó el taxón a P. × fennica en 2002, creyendo que Aconogonon no era válido como género.  Desde entonces, Aconogonon ha sido incluido en el género Koenigia. Este género pertenece a la tribu Persicarieae, cuya historia taxonómica ha sido descrita como excepcionalmente complicada, incluso para los estándares de Polygonaceae.  Los límites genéricos dentro de la tribu han variado considerablemente; Koenigia × fennica también ha sido ubicada en Persicaria y Polygonum . 
A veces se ecribe con un final de palabra distinta, la variante ortográfica Aconogonum.

## Distribución
El cultivo de esta planta híbrida estaba muy extendido en los países nórdicos, especialmente en Finlandia, cuando se describió por primera vez en 1999. Las primeras plantas aparecieron en los años 70 en Finlandia. En 2000 se registraron más de 100 hallazgos de la planta en Finlandia, una docena aproximadamente en Noruega y Dinamarca, y dos veces en Suecia. Hasta 2018 se había encontrado 514 veces en Finlandia. Está registrado como un nuevo extranjero residente en la Lista de verificación de plantas vasculares de Finlandia de 2019 y que se está extendiendo en la naturaleza.  Sólo se ha encontrado una vez como escape de jardín en Gran Bretaña, una planta encontrada en 1981 en Yorkshire. En Bélgica ha sido visto dos veces como escape de jardín en terrenos abandonados, ambas en 2014.

## Horticultura

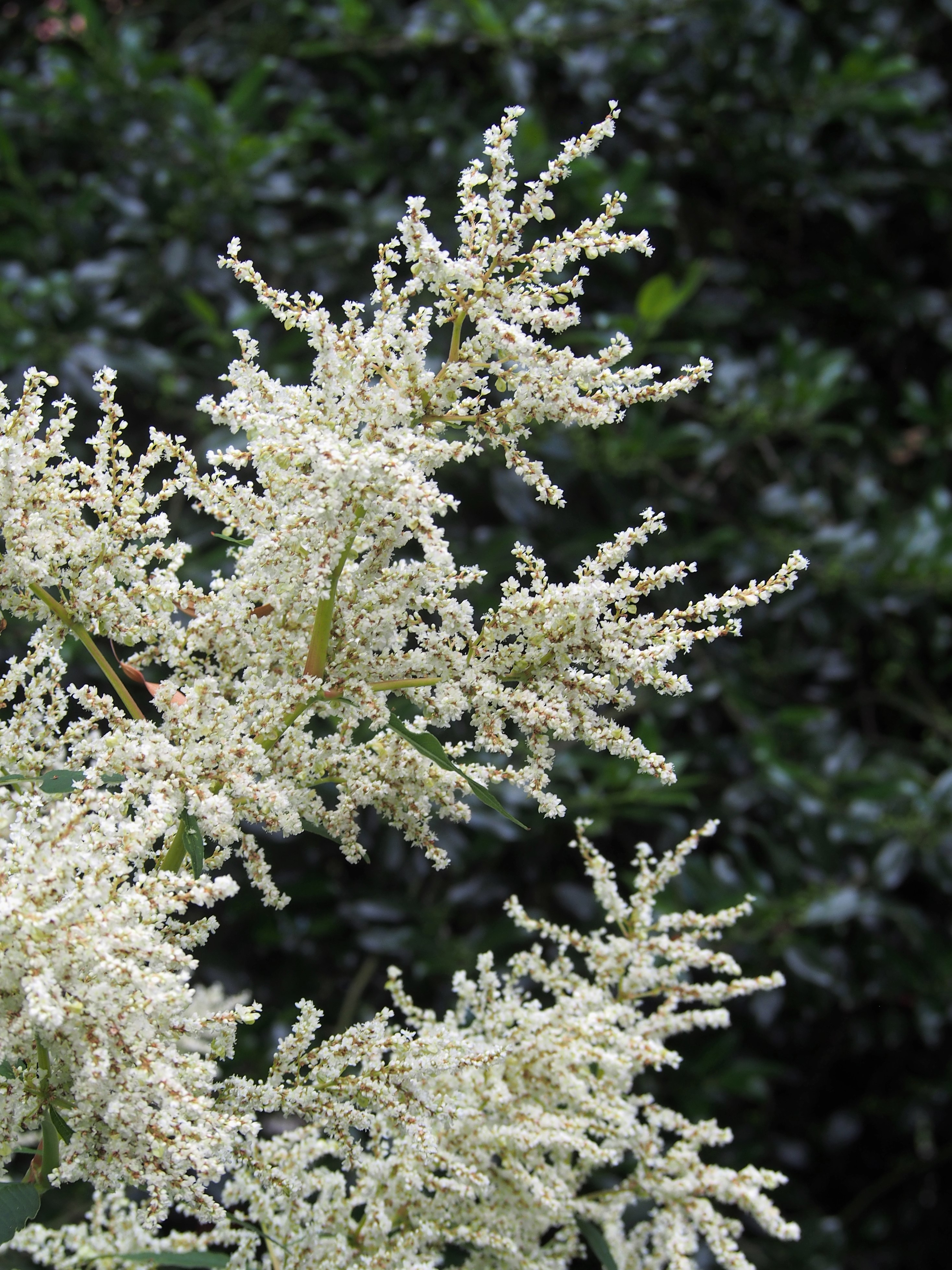
Koenigia x fennica en el jardín botánico de la Universidad de Breslavia.

El cultivar 'Johanniswolke' apareció por primera vez en Alemania a principios de la década de 2000 como Aconogonon 'Johanniswolke', supuestamente como una colección de Asia. A menudo se clasifica como "A. speciosum" en horticultura. Casi al mismo tiempo, el híbrido también se vendía en otras partes de Europa con el nombre de "Polygonum polymorphum" o "Persicaria polymorpha", y ahora existen otras combinaciones diferentes de estos nombres en la horticultura. Ni P. polymorpha ni Aconogonon speciosum existen como nombres taxonómicos válidos, estos son inventos hortícolas, mientras que Polygonum polymorphum es sinónimo de la relacionada Koenigia alpina. La planta ha sido llamada "nudo del dragón blanco" en los EE. UU.
Esta planta se cultiva como planta ornamental perenne . Crece hasta una altura de 150–200 centímetros. Florece en junio o de julio a agosto en latitudes más septentrionales. Tiene flores de color blanco cremoso que se vuelven rosadas a medida que envejecen. Aunque tiene apariencia de arbusto, es herbáceo y muere durante el invierno. Se ha descrito como muy buena relación calidad-precio para un impacto casi instantáneo,  aunque algunas personas encuentran desagradable el aroma de las flores.   
En Finlandia, el híbrido se puede cultivar incluso en jardines al norte del país. Se recomienda su uso como seto en climas donde el peso de las nevadas excesivas destruye los setos formados por arbustos.
Se supone que el cultivar 'Johanniswolke' es algo más pequeño que la forma tradicional, aunque crece tan alto como las plantas que circulan bajo el nombre de P. polymorpha. Se dice además que es estéril, con flores que se vuelven de color rosa oscuro después de la antesis, y que tiene rizomas no invasivos que se mantienen cortos y compactos. Se dice que la P. polymorpha a veces produce un brote a menos de un metro del grupo principal después de muchos años, tiene un rizoma que es capaz de crecer 50 cm hacia abajo para escapar de una barrera y rara vez producir bayas negras.